# Älvsjö
Älvsjö è una delle 14 circoscrizioni di Stoccolma.
L'area è principalmente suddivisa nei quartieri di Herrängen, Långsjö, Långbro, Älvsjö, Solberga, Örby Slott e Liseberg.